# Władysław Aleksander Szuyski
Władysław Aleksander Szuyski herbu Pogoń Ruska – chorąży brzeskolitewski w latach 1668–1671, podstoli brzeskolitewski w 1668 roku.
Był elektorem Michała Korybuta Wiśniowieckiego z województwa brzeskolitewskiego w 1669 roku.